# Cervus elaphus barbarus
Il cervo berbero (Cervus elaphus barbarus Bennett, 1833), detto anche cervo dell'Atlante, è una sottospecie di cervo nobile distribuita nel Nordafrica. 
Studi genetici indicano che è praticamente indistinguibile dai cervi che vivono in Sardegna e Corsica, attribuiti generalmente a una sottospecie a parte, il cervo sardo. Se in passato, per questo motivo, si era creduto che i cervi sardo-corsi fossero stati introdotti dal nord Africa, la comparazione con il DNA dei resti di cervi italici del Neolitico ha consentito di dimostrare che sono queste ultime le popolazioni di origine sia del cervo sardo-corso, che di quello berbero, entrambi traslocati anticamente dall'uomo a partire dall'Italia centro-meridionale. Tali analisi pertanto suggeriscono che le due sottospecie di cervo vadano raggruppate a costituire una specie a parte, Cervus corsicanus, che rappresenterebbe l'unica specie superstite di cervo italico nativo, assieme agli individui presenti nel bosco della Mesola, classificati adesso come C. elaphus italicus.

## Descrizione

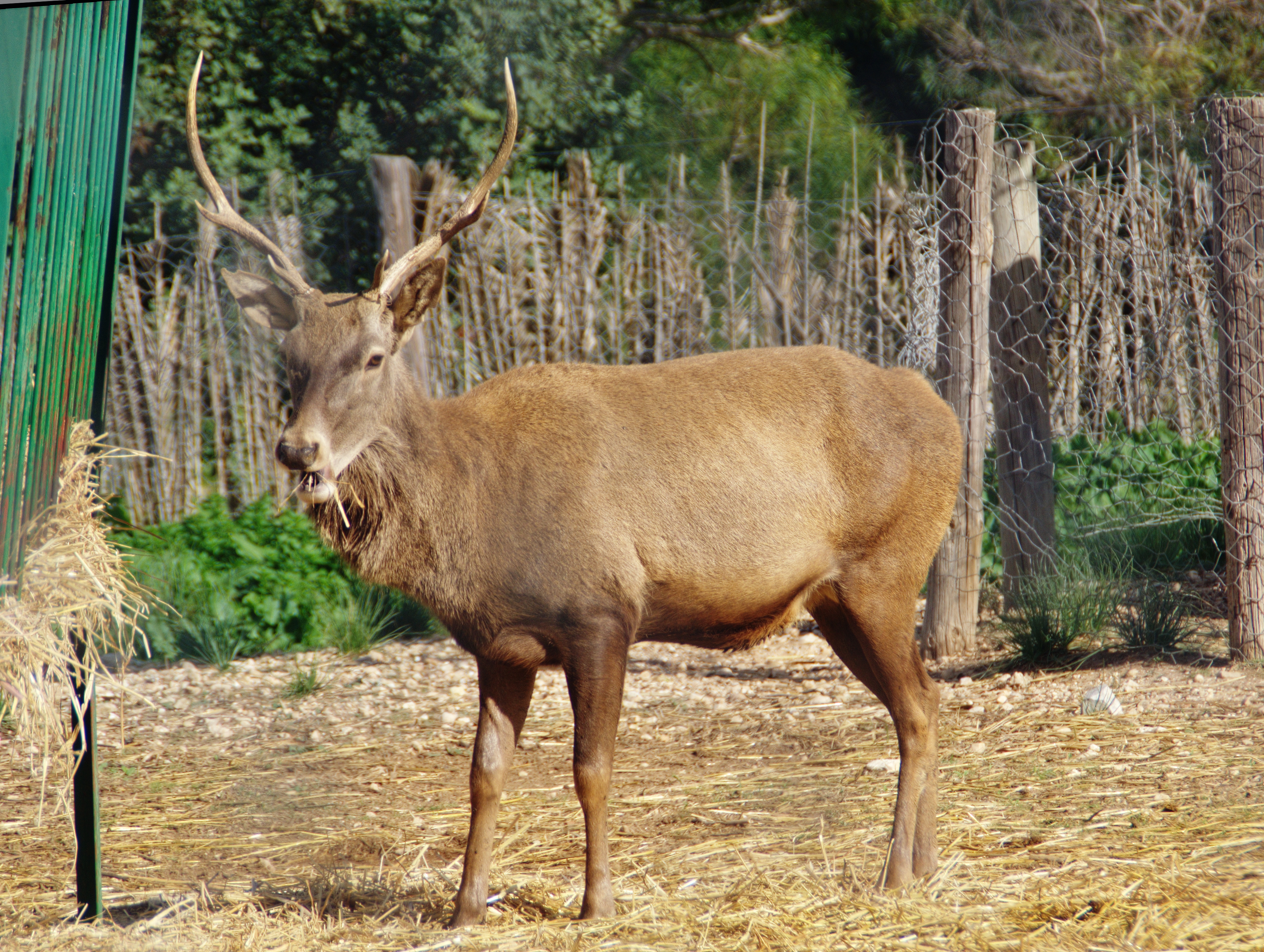
Cervo berbero in uno zoo tunisino

Il cervo berbero è una delle sottospecie più piccole di cervo nobile: raggiunge un'altezza al garrese di 90–140 cm e un peso di 100–225 kg. Il mantello estivo è rosso bruno con zampe giallastro chiaro; sul dorso alcune file di macchie bianche (tipiche dei giovani) persistono anche negli adulti; il pelo invernale è più lungo e grigio-bruno, con macchie poco evidenti. Il piccolo, oltre alla maculatura su dorso e cosce, presenta 1-2 file di macchie sulla gola. Durante il periodo degli amori il maschio ha collo rigonfio con criniera golare; i palchi possono avere 4-6 ramificazioni e un massimo di 8 punte, sono lunghi circa 80 cm, cadono ogni anno in inverno e ricrescono coperti di pelle caduca (velluto). Ha 4 mammelle e 34 denti con canini superiori, anche se piccoli, sempre presenti. Presenta ghiandole davanti agli occhi, tra le dita delle zampe posteriori e sotto la coda.

## Biologia
Di giorno resta nel bosco e di sera esce in radure a pascolare; vive in branchi di femmine e giovani separati da quelli dei maschi. Da settembre a fine ottobre si verifica il periodo degli amori e i maschi bramiscono per sfidare i rivali e conquistarsi un branco di femmine; i duelli corna a corna possono essere molto violenti. Dopo una gestazione di 7-8 mesi la femmina partorisce uno o due piccoli, che rimangono nascosti tra la vegetazione per 2-3 settimane.
In passato il cervo berbero cadeva spesso preda del leone berbero, dell'orso dell'Atlante e del leopardo berbero, ma ora i primi due sono completamente estinti, mentre il terzo è in pericolo di estinzione.

## Distribuzione e habitat

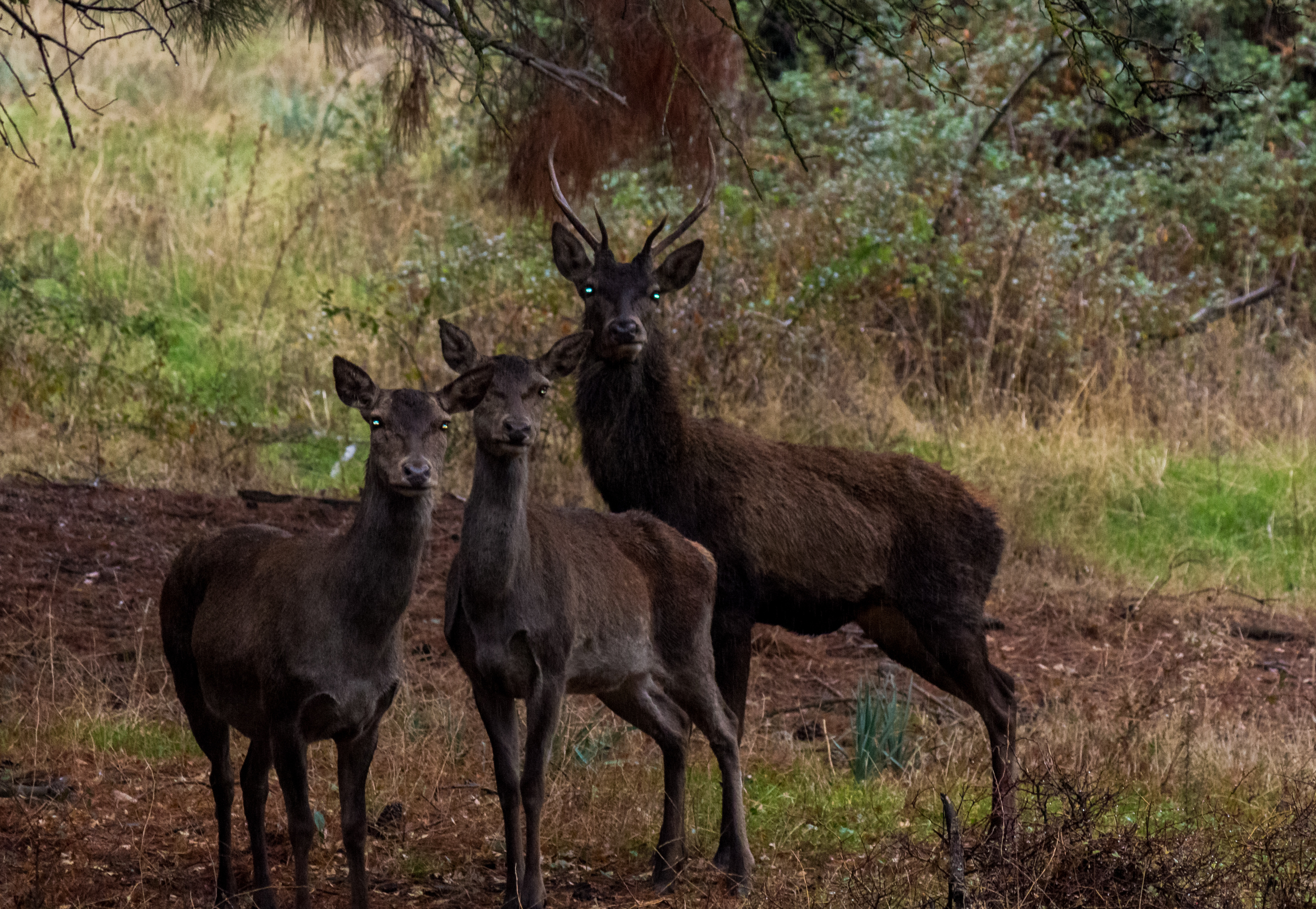
Cervi nel parco nazionale di El Feija (Tunisia)

Il cervo berbero è l'unico membro della famiglia dei Cervidi presente in Africa, dove è stato anticamente introdotto dall'uomo a partire da popolazioni italiane traslocate in Sardegna e Corsica. Abita nella foresta mediterranea sempreverde di Algeria, Tunisia e Marocco. In quest'ultimo Paese, in seguito alla caccia intensa, si era estinto, ma nel 1994 alcuni esemplari provenienti dalla Tunisia sono stati reintrodotti in una apposita area recintata del parco nazionale di Tazekka.